# حزقيال كارلوس هوارد
حزقيال كارلوس هوارد (بالإسبانية: Juan Carlos Howard)‏ هو ملحن وعازف بيانو أرجنتيني، ولد في 12 أكتوبر 1912 في سان إيسيدرو في الأرجنتين، وتوفي في 2 نوفمبر 1986.